# Madonna de Stalingrado

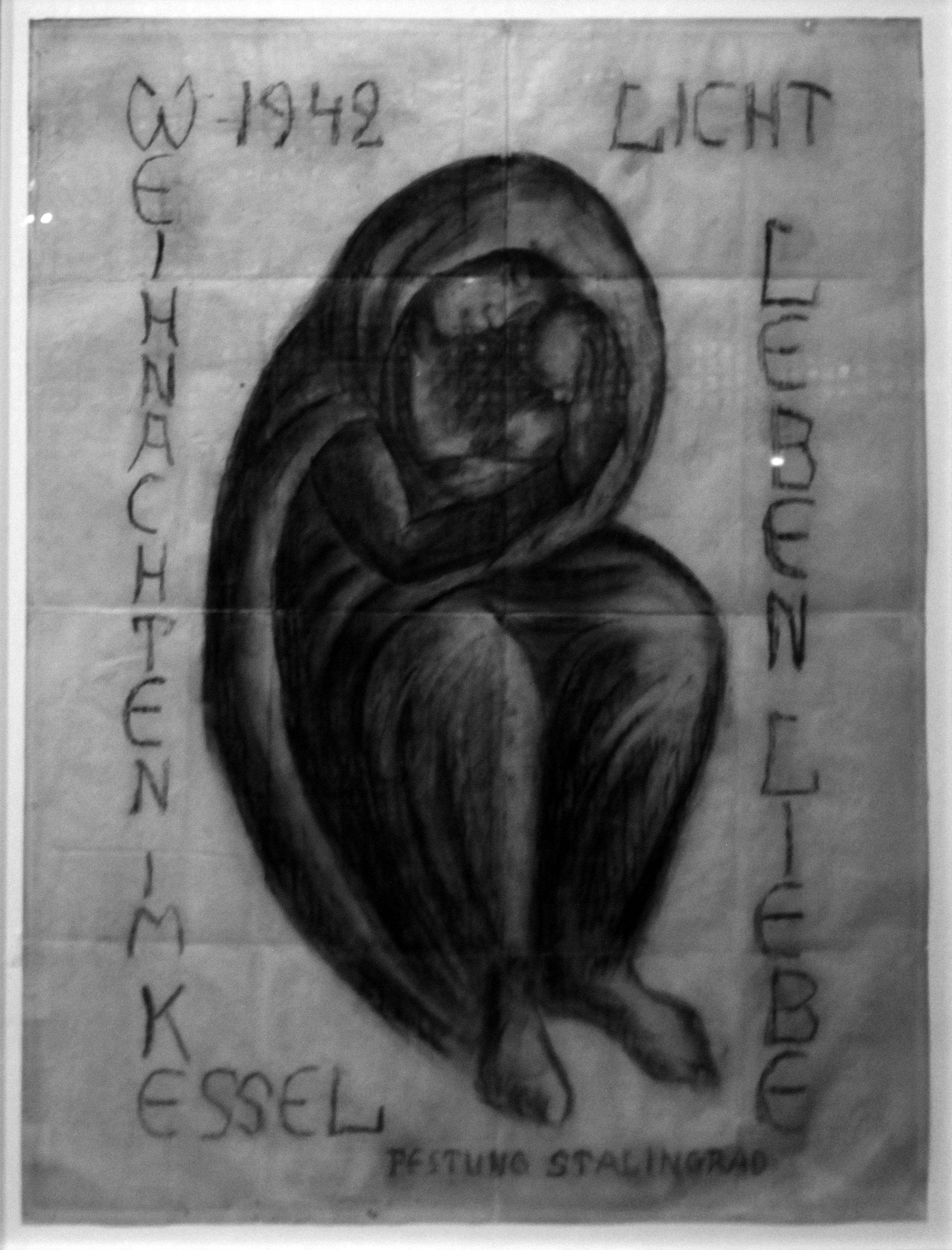
Madonna de Stalingrado, Kaiser-Wilhelm-Gedächtniskirche, Berlín.

La Madonna de Stalingrado (en alemán: Stalingradmadonna) es un dibujo realizado durante la batalla de Stalingrado (agosto de 1942-febrero de 1943).

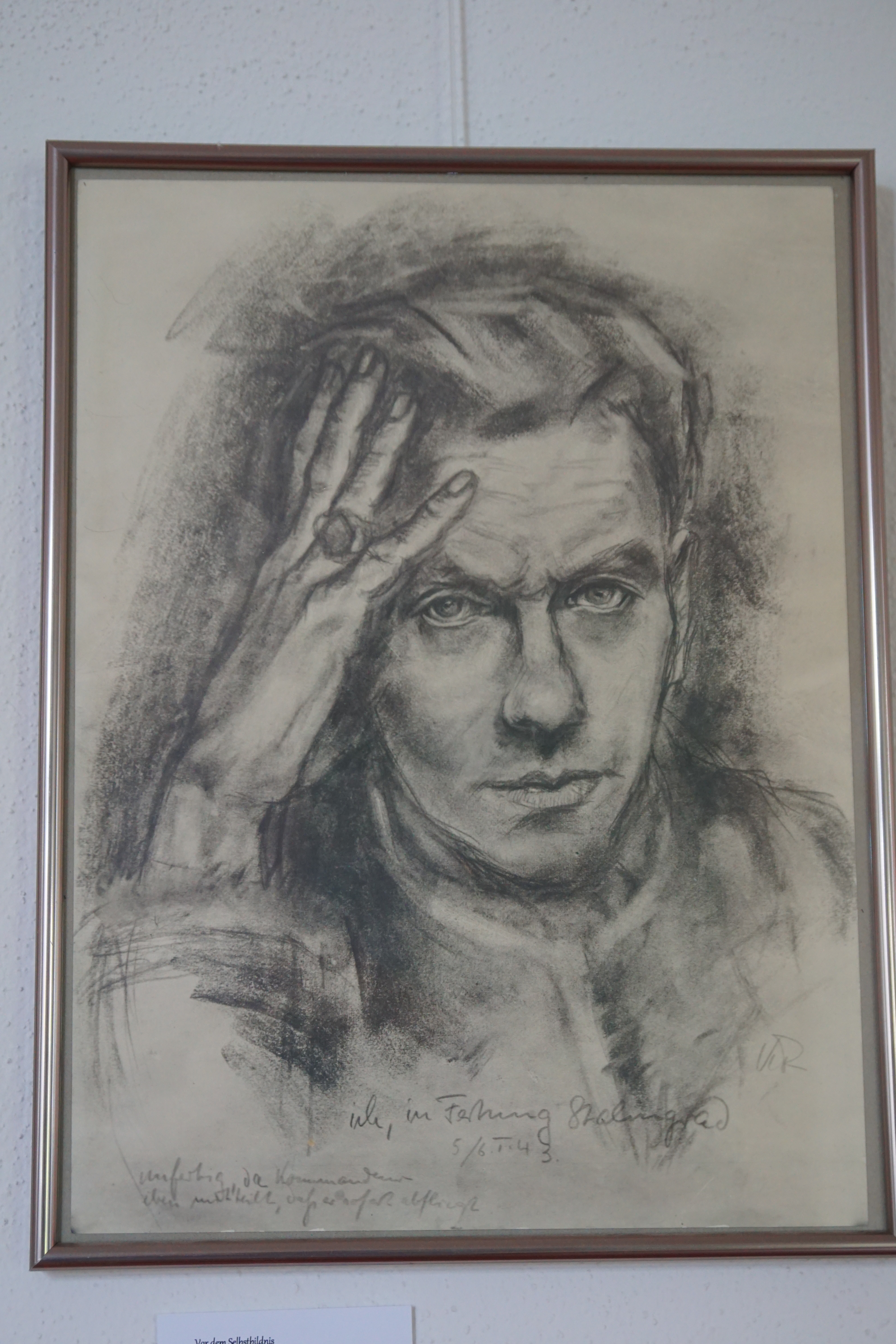
Kurt Reuber, autorretrato; escrito se lee: "Yo, en fuerte Stalingrado. 5/6 de enero de 1943".

## Descripción
El dibujo muestra a una mujer sedente que mantiene un niño bajo su manto, contemplándolo con amor, dándole cobijo y protección entre sus brazos, apretándolo contra su pecho. 
La obra lleva una anotación que dice: „1942 Weihnachten im Kessel – Festung Stalingrad – Licht, Leben, Liebe“ («1942 Navidad en el cerco – Fortaleza Stalingrado – Luz, Vida, Amor»).

## Historial
La obra la realizó durante la Navidad de 1942 el pastor evangélico, médico y artista Kurt Reuber. Era médico de la 16.ª División-Panzer y se encontraba en un refugio alemán cercado por las fuerzas rusas mientras se libraba la batalla de Stalingrado. Solo dos días antes de que las fuerzas rusas cerrasen el cerco había vuelto tras haber estado de permiso en Alemania. Tenía 36 años, era un destacado teólogo y amigo de Albert Schweitzer.
La imagen la dibujó con un trozo de madera quemada convertida en carbón vegetal sobre el dorso de un mapa ruso de un tamaño de 105 x 80 centímetros. Las palabras «Luz, Vida, Amor» son del evangelista san Juan.
La obra la clavó en una pared del refugio, la noticia llegó a los refugios cercanos y muchos soldados se atrevieron a abandonar el suyo y arriesgarse para llegar al de Reuber para contemplar la imagen. Cuando la veían quedaban sobrecogidos y muchos lloraban, convirtiéndose el refugio de Reuber en un santuario.
Días después, durante los primeros días de 1943, el autor de la obra escribió una carta a su mujer y que acompañaba al dibujo en la que decía: «Contempla en el niño al niño primerizo de una nueva humanidad, que nacido con dolor, relumbra sobre toda oscuridad y tristeza. Que sea para nosotros el símbolo de una vida triunfante y de feliz futuro que tras tanta experiencia con la muerte, amaremos aún con más ardor y autenticidad, una vida que sólo merece ser vivida si es pura como los rayos de la luz y cálida como el amor».
Un oficial gravemente herido, evacuado con uno de los últimos aviones que logró salir del cerco, llevaba consigo la obra y la carta, llegando ambas a la familia del autor, que residía en la parroquia de Wichmannshausen.
A petición de Karl Carstens, presidente de la República Federal Alemana, la familia entregó la obra el 26 de agosto de 1983 a la iglesia Kaiser-Wilhelm-Gedächtniskirche de Berlín. Allí está expuesta, pidiendo una oración, recordando a los fallecidos en la guerra y exhortando a la reconciliación y conservación de la paz en el mundo.

## Segunda versión
Durante la Navidad de 1943, por lo tanto un año después de haber realizado esta obra, Reuber hizo otra muy parecida en el campo de prisioneros de Jelabuga, situado a unos 1000 kilómetros al noreste de Stalingrado, para el periódico de los prisioneros. El tema era nuevamente el de madre e hijo, siendo conocido este cuadro como Gefangenen-Madonna («La Madonna de los prisioneros»). También este ejemplar pudo ser entregado a la mujer de Reuber junto con la noticia de que el autor había fallecido el 20 de enero de 1944 en el campo de prisioneros tras una penosa enfermedad.

## Reproducciones
En numerosas iglesias de Alemania, Austria y algún otro país se encuentran reproducciones de esta obra realizadas con técnicas variadas.

### En Alemania
- Berlín. Iglesia Kaiser-Wilhelm-Gedächtniskirche: en ella se encuentra la obra original.
- Bochum Iglesia Heimkehrerdankeskirche-Krypta: una copia realizada como tapiz.
- Diestedde: es una escultura en la plazuela de la capilla del cementerio
- Dornburg. Casa de la Juventud (Jugendhaus): es una copia.
- Fulda. Convento Neuenberg: es una escultura tallada en relieve.
- Hermeskeil: es una escultura de piedra arenisca en la pradera junto a la iglesia parroquial St. Martin, siendo obra del sacerdote Mohr que formó parte del ejército alemán en Stalingrado.
- Kassel. Iglesia Auferstehungskirche en la que fue bautizado, confirmado y se casó el autor: aquí se encuentra la obra realizada en el campo de prisioneros.
- Bad Kohlgrub. Ermita Kriegergedächtniskapelle situada en el parque del balneario: es una reproducción realizada por Hans Seitfudem en 1992.
- Königswinter. Monumento Gedenkhalle auf der Kriegsgräberstätte: es una copia.
- Meersburg. En la pequeña y enrejada ermita Zum Frieden junto al camino Am Rosenhag poco antes de llegar a la calle Töbelestraße: es una copia realizada como gobelino por la artista rusa Elena Kikopule.
- Niedergailbach. Ermita Marienkapelle: es una escultura tallada.
- Oberroth. Ermita Waldkapelle: es una copia.
- Rottweil. Ermita en el bosque Bollerhofwald: es un relieve realizado por Maria Klaiber-Kasper.
- Wellendorf. Iglesia St. Barbara: es un relieve realizado con la técnica de ácido sobre plata.
- Wiesbaden. Iglesia St. Marien Wiesbaden-Biebrich: es una copia.
- Wichmannshausen. Iglesia. (Antigua residencia de Kurt Reuber): es una copia.

### Austria
- Baden bei Wien. Iglesia St. Stephan: es un relieve tallado en madera.
- Felling. Iglesia: es una obra bordada.
- Fronsburg. Ermita Bründlkapelle: es una talla en relieve.
- Langau. Iglesia: es una talla en relieve.

### Inglaterra
- Coventry. Catedral. Capilla Millennium.(Millennium Chapel): es una copia.

### Rusia
- Museo Stalingrado en Volgogrado: es una copia.
- Iglesia de San Nicolás en Volgogrado: es un relieve tallado

## Otros empleos
- La obra forma parte del emblema del regimiento sanitario 21 del ejército alemán.